# احمد دنیامالی
احمد دنیامالی (زادهٔ ۱۳۳۹) سیاستمدار و مدیر ارشد اجرایی ایرانی است که از ۳۱ مرداد ۱۴۰۳ به عنوان وزیر ورزش و جوانان فعالیت می‌کند. وی پیش از این، نماینده مجلس شورای اسلامی از حوزه انتخابیه بندرانزلی و رئیس هیئت‌مدیره باشگاه فوتبال ملوان بندر انزلی بود.
وی پیشتر به عنوان رئیس کمیسیون عمران و حمل و نقل شورای اسلامی شهر تهران و معاون وزیر راه و ترابری و رئیس سازمان بنادر و کشتیرانی ایران و رئیس فدراسیون قایقرانی ایران فعالیت کرده است. دنیامالی همچنین در سال‌های ۱۳۸۳ تا ۱۳۸۹ معاون وزارت راه و ترابری و ریاست سازمان بنادر و کشتیرانی را برعهده داشته است. او نه سال رئیس فدراسیون قایقرانی ایران بود و هم‌اکنون نایب‌رئیس کنفدراسیون قایقرانی آسیا و عضو هیئت رئیسه فدراسیون جهانی این رشته است.

## تولد و تحصیلات
احمد دنیامالی در سال ۱۳۳۹ در بندر انزلی متولد شد. دنیامالی دانش‌آموخته رشته معماری و شهرسازی در مقطع کارشناسی ارشد از دانشگاه علم و صنعت (۱۳۷۱) و دکترای رشته برنامه‌ریزی شهری از دانشگاه آزاد اسلامی واحد علوم و تحقیقات تهران (۱۳۹۲) می‌باشد. او از ۱۳۷۱ تا ۱۳۷۴ مدرس دانشگاه علم و صنعت، دانشکده معماری وشهرسازی و از ۱۳۸۷ تا ۱۳۸۹ مدرس، رشته معماری و شهرسازی دانشگاه آزاد اسلامی، واحد رباط کریم بوده است.
وی از ۱۳۸۰ تا ۱۳۸۴ عضو هیئت امنای دانشگاه گیلان و از ۱۳۸۰ تا ۱۳۸۴ عضو هیئت امنای دانشگاه علوم دریایی چابهار و دانشگاه علوم دریایی بوشهر بود.

## پیشینه حرفه‌ای
احمد دنیامالی بین سال‌های ۱۳۷۶ تا ۱۳۷۷ مدیر عامل منطقه ویژه اقتصادی بندرانزلی، از ۱۳۷۷ تا ۱۳۷۸ مؤسس و مدیر عامل شرکت سرمایه‌گذاری توسعه صادرات بندر انزلی و از ۱۳۷۹ تا ۱۳۸۵، عضو هیئت مدیره مهندسین مشاور فجر و توسعه بوده است.

### سازمان بنادر و کشتیرانی
دنیامالی از ۱۳۸۰ تا ۱۳۸۱ معاون فنی و مهندسی و عضو هیئت عامل سازمان بنادر و کشتیرانی کشور بود. در این دوره اقداماتی چون طرح تجهیز بنادر کانتینری ایران، طرح توسعه بنادر (بنادر عباس، بوشهر، چابهار، امام خمینی، نوشهر و بندر انزلی) انجام شد.
وی که از نزدیکان رحمان دادمان بود از ۱۳۸۱ تا ۱۳۸۴ معاونت وزارت راه و ترابری و رئیس سازمان بنادر و کشتیرانی کشور را برعهده گرفت. در این دوره اقداماتی نظیر پروژه طرح توسعه و تجهیز فاز ۲ بندر شهید رجایی در بندر عباس با بودجه ۵۰۰ میلیون دلار، احداث بندر استراتژیک امیرآباد بهشهر، مازندران، پروژه تجهیز ناوگان دریایی سار و تجهیز بنادر ایران به برج‌های مراقبتی انجام شد.

### فعالیت در شهرداری و شورای شهر تهران
دنیامالی معاونت فنی و عمرانی شهرداری تهران (مدیر عامل سازمان مهندسی و عمران) را از سال ۱۳۸۴ تا ۱۳۸۸ برعهده داشته است. از جمله پروژه‌های دوره تصدی وی در معاونت فنی و عمرانی می‌توان به برج میلاد، تونل توحید، تونل رسالت، بوستان آب و آتش، تونل نیایش و تونل‌های جمع‌آوری آب‌های سطحی تهران اشاره کرد.
او در انتخابات چهارمین دوره شورای اسلامی شهر تهران در فهرست ائتلاف اصلاح‌طلبان شرکت نمود و با ۱۵۷.۲۷۷ رای به عضویت شورای شهر تهران درآمد. یکی از حاشیه‌های دنیامالی در شورای شهر تهران همراه نشدن با اصلاح طلبان در رای به شهردار شدن محسن هاشمی بود که در نهایت با رای تعیین‌کننده او، محمدباقر قالیباف نامزد شهرداری اصولگرایان رای آورد. وی در انتخابات مجلس یازدهم شرکت کرد و به عنوان نمایندهٔ حوزه انتخابیه بندر انزلی راهی بهارستان شد. و طی دوسال به‌طور متناوب عضو کمیسیون عمران مجلس شد. وی در انتخابات هیئت رئیسه کمیسیون تلفیق بودجه سال ۱۴۰۲ به عنوان نایب‌رئیس دوم این کمیسیون انتخاب شد.

## مسئولیت‌های ورزشی
دنیامالی از ۱۳۸۳ تا ۱۳۸۹ رئیس فدراسیون قایقرانی ایران بود. او همچنین عضو هیئت مدیره فدراسیون جهانی کانوئینگ (ICF)، مسئول توسعه کانوئینگ در قاره آسیا، معاون فدراسیون جهانی دراگون بوت و عضو هیئت رئیسه و خزانه دار بوده است.
قهرمانی تیم آب‌های آرام ایران در سال‌های ۱۳۸۶، ۱۳۸۸ و ۱۳۹۰ در آسیا و مدال‌های طلا در قایقرانی در بازی‌های آسیایی گوآنجو سال ۱۳۸۹ از جمله دستاوردهای دورهٔ تصدی او بر فدراسیون قایقرانی بوده است.
مسئولیت احمد دنیامالی در فدراسیون قایقرانی ظهر ۳۱ اردیبهشت ۱۳۹۱ پایان یافت و محمدشروین اسبقیان مدیر کل تربیت بدنی آذربایجان شرقی جانشین وی شد.
دنیامالی طی دو دوره (از ۱۳۸۵ تا ۱۳۸۶ و از ۱۳۹۴ تا ۱۳۹۶) رئیس هیئت مدیرهٔ باشگاه ملوان انزلی بوده است. وی هم‌اکنون رئیس مجمع باشگاه ملوان می‌باشد.

## وزیر ورزش و جوانان
وی به عنوان وزیر ورزش و جوانان در دولت مسعود پزشکیان به مجلس شورای اسلامی معرفی شد و در ۳۱ مرداد ۱۴۰۳ رای اعتماد گرفت.